# Martine Abaïfouta Hallas Maria
Martine Abaïfouta Hallas Maria, née le 23 septembre 2001, est une archère tchadienne.

## Carrière
Elle est médaillée de bronze en arc classique par équipe féminine aux Jeux africains de 2019 à Rabat.
Aux Championnats d'Afrique de tir à l'arc 2023 à Nabeul, elle obtient la médaille d'or en arc classique par équipe mixte avec Israel Madaye. Elle a aussi gagné plusieurs médailles.